# Талащук, Алексей Юрьевич
Алексей Юрьевич Талащук (род. 15 июня 1944 года, Ровненская область, УССР, СССР) — российский художник, академик Российской академии художеств (2012). Народный художник Российской Федерации (2002).

## Биография
Родился 15 июня 1944 года в Ровенской области УкрССР, живёт и работает в Санкт-Петербурге.
В 1972 году — окончил Ленинградское высшее художественно-промышленное училище имени В. И. Мухиной, мастерская П. Д. Бучкина, А. А. Казанцева.
С 1972 по 1985 годы — работал художником-монументалистом в г. Братске.
С 1985 года — работает в ЛВХПУ имени В. И. Мухиной (сейчас это Санкт-Петербургская художественно-промышленная академия имени А. Л. Штиглица): старший преподаватель, с 1994 года по 2009 годы — ректор, с 2009 по 2014 годы — президент, с 2014 года по настоящее время — профессор.
С 2014 года — директор центра творческих проектов, и. о. заведующего кафедрой дизайна рекламы СПГУТД.
В 2012 году — избран академиком Российской академии художеств от Отделения живописи.
С 1975 года — член Союза художников СССР, России.
Член общественной палаты при губернаторе Санкт-Петербурга, член градостроительного Совета Санкт-Петербурга, член попечительского совета фонда Культурное достояние, член Общества русских акварелистов Санкт-Петербурга.
Выполнил росписи в архитектуре в Братске, Кирово-Чепецке, Димитровграде, работает во всех жанрах и техниках живописи, занимается художественной эмалью, графикой, акварелью, монументальной росписью.
Произведения находятся в собраниях музеев и частных коллекциях России и за рубежом.

## Награды
- Народный художник Российской Федерации (2002)[1]
- Заслуженный художник Российской Федерации (1995)[2]
- Премия Правительства Санкт-Петербурга в области литературы и искусства (2006)[3]
- Благодарность Законодательного Собрания Санкт-Петербурга (2010)[4]